# Zoumana Doumbia
Zoumana Doumbia est un footballeur international malien, né le 4 mai 1991. Il évolue au poste de défenseur.

## Biographie
Formé au Stade malien, il rejoint ensuite al Jeanne d'Arc FC. Il joue avec l’équipe nationale du Mali,.
Il intègre ensuite le club bénin de l'US Seme Kraké (en) puis, en 2013, rejoint le club nigérian du Heartland FC.